# Carlos Sánchez (urugwajski piłkarz)
Carlos Andrés Sánchez Arcosa (ur. 2 grudnia 1984 w Montevideo) – urugwajski piłkarz, występujący na pozycji pomocnika w urugwajskim klubie Uruguay Montevideo. W latach 2014–2018 reprezentant Urugwaju. Uczestnik Mistrzostw Świata 2018 i Copa América 2015 i 2016.
Od grudnia 2014 posiada również obywatelstwo argentyńskie.